# Zend Engine
Le Zend Engine est un moteur de script Open Source, surtout connu pour le rôle qu'il joue dans le langage de script PHP.
Il a été originellement développé par Andi Gutmans et Zeev Suraski quand ils étaient étudiants au Technion (une université israélienne).
Ils ont plus tard fondé la société Zend Technologies à Ramat Gan, Israël. Le nom Zend est un mot-valise de leurs prénoms ZEev et aNDi.
La première version du Zend Engine est apparue en 1999 avec PHP version 4. Il a été écrit comme un élément central modulaire et hautement optimisé, qui pour la première fois pouvait être utilisé en dehors de PHP. Les performances, la fiabilité et l'extensibilité du moteur ont joué un rôle significatif dans le gain de popularité de PHP.